# 2020年東京パラリンピックのボスニア・ヘルツェゴビナ選手団
2020年東京パラリンピックのボスニア・ヘルツェゴビナ選手団は、2021年8月24日から9月5日まで日本の東京で開催予定の2020年東京パラリンピックボスニア・ヘルツェゴビナ選手団の名簿。

## 選手団
- 人員: 選手 16人
- 開会式旗手: ハリス・エミノヴィッチ、ゼリナ・スコモラツ

## 種目別選手・スタッフ名簿及び成績

### 陸上
以下の選手が出場資格を獲得している。
- ジェヴァド・パンジッチ
  - （男子砲丸投 F55）

### 射撃
以下の選手が出場資格を獲得している。
- エルヴィン・ベイディッチ
  - （男子P1-10mエアピストル SH1）
  - （混合P4-50mピストル SH1）
- ゼリナ・スコモラツ
  - （混合R5-10mエアライフル伏射 SH2)

### シッティングバレーボール
- 男子 - 12名出場[1][2]

### 卓球
以下の選手が出場資格を獲得している。
- ハリス・エミノヴィッチ
  - （男子シングルス C6）